# At Play Vol. 3
At Play Vol. 3 je kompilační album kanadského interpreta elektronické taneční hudby, Deadmau5e.

## Seznam skladeb
| Pořadí         | Název                                       | Délka   |
| -------------- | ------------------------------------------- | ------- |
| 1.             | Cyclic Redundancy                           | 6:36    |
| 2.             | Apply Overnight                             | 5:12    |
| 3.             | Plus                                        | 7:27    |
| 4.             | Lai                                         | 7:37    |
| 5.             | TL7                                         | 4:30    |
| 6.             | Bounce                                      | 5:40    |
| 7.             | Full Bloom                                  | 5:54    |
| 8.             | Templar                                     | 6:21    |
| 9.             | Stereo Fidelity                             | 6:48    |
| 10.            | Whispers (Remix) (Melleefresh vs. deadmau5) | 5:55    |
| Celková délka: | Celková délka:                              | 1:02:00 |